# Marta Czeschka
Martha Czeschka, geb. Ohmert, verw. Heller (* 26. Oktober 1887 in Ludom, Kreis Obornik, Provinz Posen; † 27. August 1951 in Hamburg) war eine Stickerin und Weberin.

## Leben und Werk
Martha Czeschka wurde als ältestes von drei Kindern des Molkereipächters Fritz (Friedrich) Ohmert und seiner Frau Maria Ohmert, geb. Harmel geboren. Sie hatte eine Schwester, Hedwig Ohmert (verh. Butteweg), und einen Bruder.
Ausgebildet in Posen verdiente sie ihren Lebensunterhalt durch die Anfertigung von dekorativen Gebrauchsgegenständen und Kinderbekleidung, u. a. gestickte Polster, Kissenhüllen, Perlbeutel, Vasen und Gürtel. Das renommierte Kaufhaus Wertheim sowie private Auftraggeber kauften bei ihr. Von 1911 bis 1917 war sie in Hamburg mit dem Architekten Hans Heller verheiratet. Heller starb im Ersten Weltkrieg in Mazedonien. Er war als Professor für Innenarchitektur einer der Kollegen von Carl Otto Czeschka an der Hamburger Kunstgewerbeschule. Bevor sie diesen am 31. März 1926 heiratete, arbeitete und lebte sie mit Czeschka zusammen. Senta Siller kam in ihrer Dissertation über Leben und Werk von Carl Otto Czeschka zu dem Schluss, dass er ab 1922 auf sie als Webmeisterin regelrecht angewiesen war. Ihre technische Kompetenz als Weberin zeigte sich insbesondere bei der Umsetzung des feingewebten Gobelins Tausendundeine Nacht in 110 Farbabstufungen. Sie entwickelte eine spezielle Webtechnik, die „schlitzlose Gobelintechnik“, die als Patent in München angemeldet wurde.
Der im Geschäft mit Lateinamerika erfolgreiche Hamburger Kaufmann und Kunstsammler Sigmund Gildemeister (1878–1954) hatte den repräsentativen Bildteppich für das Herrenzimmer seiner neu erbauten Villa Gisgerel in Hamburg-Hochkamp bestellt. Nach 1945 verkaufte Gildemeister die Villa an das Diakoniewerk Tabea. Nachdem er für den Gobelin keinen Käufer finden konnte, vermachte er ihn der Stiftung zum Wiederaufbau der Hamburgischen Staatsoper. Jedoch erst 1955, also nach seinem Tod, konnte der Opernbetrieb wieder aufgenommen werden. 1953 zeigte ihn das Museum für Kunst und Gewerbe Hamburg in der Ausstellung Bildteppiche aus sechs Jahrhunderten. Im Foyer der Staatsoper hing er nur kurze Zeit. Gildemeisters Tochter Lena kaufte ihn von der Staatsoper zurück. Dadurch kehrte er in den Privatbesitz der Familie des Auftraggebers zurück, die inzwischen nach Lateinamerika ausgewandert war.
Der von Carl Otto Czeschka gemalte 10 m² große Karton als Webvorlage für den Gobelin Tausendundeine Nacht befindet sich heute zusammen mit 87 Zeichnungen von Martha Czeschka und drei Perlbeuteln aus der Zeit von 1918 bis 1922 im Museum für Kunst und Gewerbe Hamburg, allerdings nicht in der ständigen Ausstellung. Der in einem 10 m² großen Rahmen geschützte Karton wurde 1970/1971 in der Hochschule für bildende Künste Hamburg aus Anlass der Renovierung der Treppenhalle der Hochschule am Lerchenfeld in einer Ausstellung der Entwürfe und Kartons für Glasfenster und Tapisserie gezeigt.
Martha Czeschka wurde 1951 auf dem Ohlsdorfer Friedhof in Hamburg beerdigt, wo neun Jahre später auch Carl Otto Czeschka beigesetzt wurde.

## Ausstellungen
- Bildteppiche aus sechs Jahrhunderten, MKG Hamburg, 21. Juli – 11. Oktober 1953
- Ausstellung der Entwürfe und Kartons für Glasfenster und Tapisserie aus Anlass der Renovierung des Treppenhauses der Hochschule für Bildende Künste: 30.10.1970 – 18.01.1971
- Interversa, BAT Hamburg, 14.9.–27.10.1978
- Apropos – Der Charme der Accessoires, Museum für Kunst und Gewerbe, Hamburg, 8.9.–7.11.1999
- Wiki Women – Wissen gemeinsam ergänzen, Museum für Kunst und Gewerbe, Hamburg, 27.05.–24.09.2023[8]